# Алі аз-Загір
Абу'л-Хасан Алі аз-Загір лі-Ізаз Діналліх (араб. الظاهر بالله; 20 червня 1005 — 13 червня 1036) — фатімідський халіф у 1021—1036 роках.

## Біографія
Походив з династії Фатімідів. Син халіфа Аль-Хакіма. Народився в Каїрі. Після зникнення батька у 1021 році було оголошено новим володарем. Втім проти аз-Загіра почалося повстання. У цій ситуації стрийна Сейт аль-Мульк проявила енергію й активність, наказавши схопити й стратити очільників заколоту. Після цього вона була фактично володаркою держави до 1023 року.

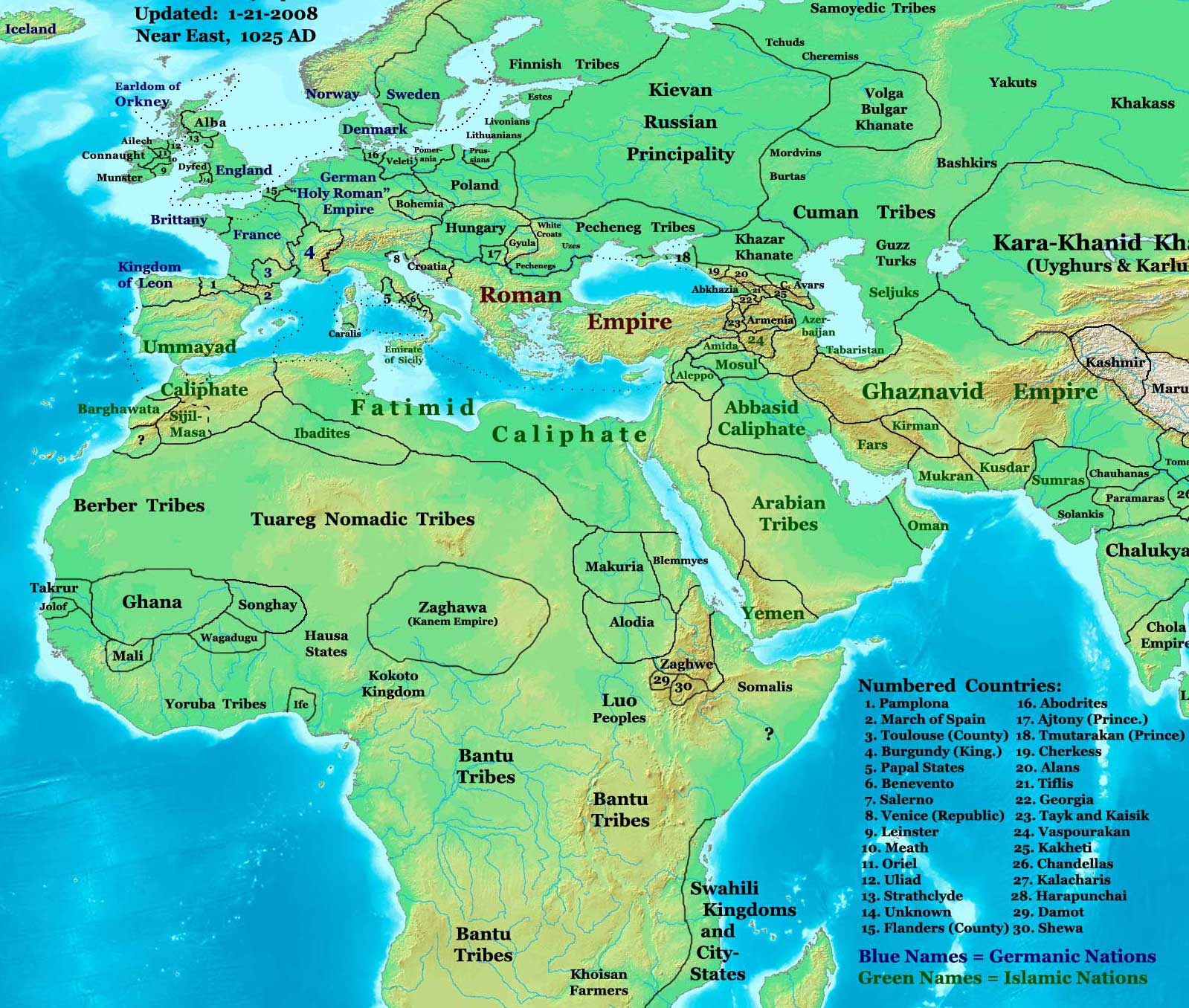
Володіння аз-Загіра у 1025 році

У 1023—1025 роках внаслідок голоду та епідемій почалися нові заворушення в Єгипті, що перекинулися до Палестини та Сирії. У 1024 році почалося повстання бедуїнів, яке вдалося придушити лише у 1029 році. У 1027 році за наказом халіфа відновлено роботу богословської школи Аль-Азгар. Водночас у тому ж році за наказом халіфа розпочалися роботи з відновлення Гробу Господнього (тривали до самої смерті халіфа).
У 1028 році великого впливу набув візир Алі ібн Ахмед Ярджарай. Алі аз-Загір разом із своїм візиром зуміли домогтися налагодження дружніх стосунків з Візантією, проте залишилося невирішеним питання області Халеба, на яку претендували візантійські імператори. Того ж року укладено мирну угоду з візантійським імператором Романом III.
Халіф наказав відновити стіни Єрусалиму після землетрусу, у 1030 і 1033 роках відбувалися реставраційні роботи мечеті аль-Акса в Єрусалимі.
У 1032 році в Сирії розпочалося повстання друзів, які переважно були селянами. Вони вважали колишнього халіфа аль-Хакіма живим, а аз-Загіра незаконним володарем. За наказом останнього емір Антіохії рушив проти друзів, повстання яких вдалося придушити лише у 1034 році.
Халі Алі аз-Загір у 1036 році помер від чуми під час її епідемії. Владу успадкував його син Мустансир.